# Двигатель Nissan QD
Nissan QD — серия рядных четырёхцилиндровых дизельных двигателей внутреннего сгорания, выпускавшихся с середины 1990-х по 2000-е годы.

## QD32
- Объём: 3,2 л (3153 см3)[2][3]

### QD321
- Мощность: 74 кВт (99 л. с.) при 3600 об/мин
- Крутящий момент: 221 Н⋅м при 2000 об/мин

#### Устанавливался на
- 1996—2001 Nissan Homy / Nissan Caravan (E24) (АКПП)

### QD35
- Мощность: 74 кВт (99 л. с.) при 3800 об/мин
- Крутящий момент: 209 Н⋅м при 2000 об/мин

#### Устанавливался на
- 1996—2001 Nissan Homy / Nissan Caravan (E24) (МКПП)

### QD323
- Мощность: 77 кВт (104 л. с.) при 3900 об/мин
- Крутящий момент: 209 Н⋅м при 2000 об/мин

#### Устанавливался на
- 1997—2002 Datsun Truck (D22)

### QD324
- Мощность: 77 кВт (104 л. с.) при 3600 об/мин
- Крутящий момент: 221 Н⋅м при 2000 об/мин

#### Устанавливался на
- 2004—2007 Nissan Atlas (F23)[4]

### QD325
- Мощность: 72 кВт (97 л. с.) при 3000 об/мин
- Крутящий момент: 220 Н⋅м при 2000 об/мин

#### Устанавливался на
- 2004—2007 Nissan Atlas (F23)

### QD32ETi
- Мощность: 110 кВт (148 л. с.) при 3600 об/мин
- Крутящий момент: 330 Н⋅м при 2000 об/мин

#### Устанавливался на
- 1996—1999 Nissan Terrano (Rpm)[5]
- 1997—1999 Nissan Elgrand (E50)[6]

## CYQD29Ti
Китайская компания Foton (и другие производители) выпускала версию QD32 объёмом 2953 см3 с диаметром цилиндра 96 мм.